# NGC 96
NGC 96 è una galassia lenticolare situata nella costellazione di Andromeda.
La sua distanza dal nostro sistema solare è stimata in circa 290 milioni di anni luce e ha una magnitudine apparente di 17.
La galassia è stata scoperta il 24 ottobre 1884 dall'astronomo francese Guillaume Bigourdan.